# Камаре на Мору
Камаре на Мору (фр. Camaret-sur-Mer) је насељено место у Француској у региону Бретања, у департману Финистер.
По подацима из 2011. године у општини је живело 2618 становника, а густина насељености је износила 224,91 становника/km².

## Демографија
| 1962. | 1968. | 1975. | 1982. | 1990. | 2011. |
| ----- | ----- | ----- | ----- | ----- | ----- |
| 3.649 | 3.593 | 3.272 | 3.047 | 2.933 | 2.618 |